# Дробнер Гаррі Йосипович
Гаррі Йосипович Дробнер (22 серпня 1939, Первомайськ Миколаївської області — 3 травня 2019, Хмельницький) — український лікар-хірург єврейського походження. Заслужений лікар України.

## Життєпис
Народився 22 серпня 1939 року у місті Первомайську Миколаївської області.
Освіту за фахом здобув у Кримському медичному інституті. Практичну роботу розпочав загальним хірургом районної лікарні.
З 1979 року працював у Хмельницькому обласному онкологічному диспансері. Заснував та розвивав мамологічну науку в Хмельницькій області. Тривалий час очолював хірургічне відділення № 1.
Стояв біля витоків Хмельницького благодійного фонду «Хесед Бешт».
Помер 3 травня 2019 року.